# Östtyskland i olympiska vinterspelen 1976
Östtyskland deltog med 59 deltagare vid de olympiska vinterspelen 1976 i Innsbruck. Totalt vann de sju guldmedaljer, fem silvermedaljer och sju bronsmedaljer.

## Medaljer

### Guld
- Meinhard Nehmer, Jochen Babock, Bernhard Germeshausen och Bernhard Lehmann - Bob, fyrmanna
- Meinhard Nehmer och Bernhard Germeshausen - Bob, tvåmanna
- Hans Rinn och Norbert Hahn - Rodel
- Dettlef Günther - Rodel
- Margit Schumann - Rodel
- Ulrich Wehling - Nordisk kombination
- Hans-Georg Aschenbach - Backhoppning

### Silver
- Romy Kermer och Rolf Österreich - Konståkning
- Ute Rührold - Rodel
- Gert-Dietmar Klause - Längdskidåkning, 50 kilometer
- Jochen Danneberg - Backhoppning
- Andrea Ehrig-Mitscherlich - Skridskor

### Brons
- Hans Rinn - Rodel
- Monika Debertshäuser, Sigrun Krause, Barbara Petzold och Veronika Schmidt - Längdskidåkning
- Christine Errath - Konståkning
- Manuela Gross och Uwe Kagelmann - Konståkning
- Karl-Heinz Menz, Frank Ullrich, Manfred Beer och Manfred Geyer - Skidskytte
- Konrad Winkler - Nordisk kombination
- Henry Glass - Backhoppning